# Eik (navn)
 For alternative betydninger, se Eik. (Se også artikler, som begynder med Eik)
Eik er et drengenavn.
Navnet stammer fra Norge og betyder eg.

## Kendte som hedder Eik
- Eik Skaløe – musiker og sanger i gruppen Steppeulvene.